# Karen-Lise Mynster
Karen-Lise Mynster (* 7. Mai 1952 in Aalborg) ist eine dänische Theater- und Filmschauspielerin.

## Leben
Mynster beendete im Jahr 1975 ihre Ausbildung an der Statens Teaterskole. Ihr Fernsehdebüt gab sie in einer kleineren Rolle im Spielfilm Skytten. Größere nationale Bekanntheit erlangte sie ab 1979 durch ihre Rolle als Ulla Jacobsen in der dänischen Fernsehserie Die Leute von Korsbaek. Am Kopenhagener Theater Det Kongelige Teater spielte sie in den 1980er-Jahren in verschiedenen Produktionen mit, so unter anderem in Trafford Taxi und Mutter Courage und ihre Kinder. Sie war im Laufe ihrer Karriere zudem am Rialto Teatret in Frederiksberg, am Bådteatret und am Husets Teater in Kopenhagen tätig. Dort wirkte sie in Stücken wie Hedda Gabler (1994) und Maria Stuart (1998) mit. In den 1990er-Jahren folgten mehrere Auftritte in der Filmreihe über die Familie Krumborg.
Im Jahr 2015 wurde sie mit dem Schauspielpreis Lauritzen-prisen ausgezeichnet. Im gleichen Jahr wurde ihr zum fünften Mal eine Statue beim Theaterpreis Reumert überreicht. Damit wurde sie die am häufigsten ausgezeichnete Person in der Geschichte des Preises.
Mynster war mit dem Schauspieler Søren Spanning verheiratet, der im Februar 2020 verstarb. Aus der Ehe gingen drei Kinder hervor. Ihre Tochter Rosalinde Mynster ist ebenfalls als Schauspielerin tätig. Der Sohn Jasper Spanning ist Kameramann.

## Filmografie (Auswahl)
- 1977: Skytten
- 1980: Vores år (Fernsehserie, 4 Folgen)
- 1980: Strejferne
- 1981: Krigsdøtre (Fernsehserie, 3 Folgen)
- 1979–1981: Die Leute von Korsbaek (Matador, Fernsehserie, 12 Folgen)
- 1982: Den ubetænksomme elsker
- 1983: Kein schöner Land (Der er et yndigt land)
- 1985: Johannes’ hemmlighed
- 1987: Peter von Scholten
- 1987: Hip hip hurra!
- 1988: Rødtotterne og Tyrannos
- 1988: Falsk forår
- 1989: Valby – Das Geheimnis im Moor (Miraklet i Valby)
- 1991: Frech wie Krümel (Krummerne)
- 1992: Sofie
- 1992: Krümel im Chaos (Krummerne 2: Stakkels Krumme)
- 1992: Kald mig Liva (Miniserie, 3 Folgen)
- 1994: To mand i en sofa
- 1994: Krümel hat Ferien (Krummerne 3 - fars gode idé)
- 1996: Krummernes Jul (Fernsehserie, 24 Folgen)
- 1997: Bryggeren (Miniserie, 5 Folgen)
- 1997: Skat det er din tur
- 1998: Majoren
- 1998: Tusindfryd
- 1999: Kærlighed ved første hik
- 2000: Blinkende Lichter (Blinkende lygter)
- 2000: Italienisch für Anfänger (Italiensk for begyndere)
- 2001: Anja und Viktor (Anja & Viktor)
- 2002: Kleine Mißgeschicke (Små ulykker)
- 2003: Kærlighed ved første hik 3 – Anja efter Viktor
- 2002: Regel nr. 1
- 2003: Tvilling
- 2004: Lad de små børn…
- 2005: Fra regnormenes liv
- 2006: Supervoksen
- 2004–2006: Der Adler – Die Spur des Verbrechens (Fernsehserie, 7 Folgen)
- 2007: Uden for kærligheden
- 2007: En mand kommer hjem
- 2008: Gaven
- 2008: One Shot
- 2009: Vanvittig forelsket
- 2008–2009: 2900 Happiness (Fernsehserie, 25 Folgen)
- 2010: Die Wahrheit über Männer (Sandheden om mænd)
- 2011: Noget i luften
- 2014: Die Zeitfälscherin (Tidsrejsen) (Fernsehserie, 24 Folgen)
- 2016: De standhaftige
- 2016: Das Löwenmädchen (Løvekvinnen)
- 2018: Den tid på året
- 2018: Battle
- 2018: Christian IV
- 2020: Wenn die Stille einkehrt (Når støvet har lagt sig, Fernsehserie, 10 Folgen)
- 2020: Lille sommerfugl
- 2022: Rose – Eine unvergessliche Reise nach Paris
- 2022: Den store stilhed
- 2022: Ønskebarn
- 2022: Krysantemum
- 2024: Madame Ida
- 2024: Tidsrejsen 2 (Fernsehserie, 3 Folgen)
- 2025: Die Affäre Cum-Ex (Fernsehserie)

## Auszeichnungen
Reumert
- 2000: Bestes Kabarett/Show
- 2003: Beste Hauptdarstellerin
- 2004: Ehrenpreis
- 2007: Beste Hauptdarstellerin
- 2015: Beste Hauptdarstellerin

weitere Preise
- 1984: Henkelprisen
- 1995: Teaterpokalen
- 2015: Lauritzen-Preis
- 2016: Wilhelm Hansens Pris